# Балпицький сільський округ (Каратальський район)
Балпи́цький сільський округ (каз. Балпық ауылдық округі, рос. Балпыкский сельский округ) — адміністративна одиниця у складі Каратальського району Жетисуської області Казахстану. Адміністративний центр — село Жанаталап.
Населення — 1937 осіб (2021; 2224 у 2009, 2198 у 1999, 2645 у 1989).
Станом на 1989 рік існувала Жанаталапська сільська рада (села Айту, Жанаталап, Оян, Умтул, селище Піяз). Пізніше село Айту було передано до складу Айтубійського сільського округу.

## Склад
До складу округу входять такі населені пункти:
| Населений пункт | Населення, осіб (1989) | Населення, осіб (1999) | Населення, осіб (2009) | Населення, осіб (2021) |
| --------------- | ---------------------- | ---------------------- | ---------------------- | ---------------------- |
| Жанаталап, село | 1769                   | 1499                   | 1485                   | 1305                   |
| Оян, село       | 555                    | 511                    | 523                    | 433                    |
| Піяз, селище    | 76                     | -                      | -                      | -                      |
| Умтул, село     | 245                    | 188                    | 216                    | 199                    |